# Речно прииждане
Речно прииждане е сравнително кратковременно и непериодично покачване на речното водно ниво, възникнало при бързо топене на снегове и ледници през зимата в резултат от внезапно затопляне, поройни дъждове или неконтролирано изпускане на вода от язовири. За разлика от пълноводието, речното прииждане може да се случи по всяко време на годината. Ако прииждането се образува вследствие от бързото увеличаване на речния отток в отделен участък от реката, то се разпространява надолу по течението с много голяма скорост, достигаща в равнинните участъци до 5 km/h, а в планинските – до 45 km/h. Височината на приливната вълна на речното прииждане надолу по течението постепенно намалява, но се увеличава продължителността му. Значително големи прииждания могат до доведат до катастрофални наводнения.